# Sedory
Sedory (ukr. Сидори, Sydory) – wieś na Ukrainie, w obwodzie lwowskim, w rejonie złoczowskim (do 2020 roku w rejonie buskim). W 2001 roku liczyła 82 mieszkańców.

## Historia
W II Rzeczypospolitej miejscowość wchodziła w skład gminy Ożydów w powiecie złoczowskim, w województwie tarnopolskim.